# Lazar Radović
Lazar Radović (Montenegrijns: Лазар Радовић) (Podgorica, 13 november 1937) is een Montenegrijns oud-voetballer. De zowel in de verdediging als op het middenveld inzetbare speler sloot zijn carrière af in de Nederlandse eredivisie met een vierjarig dienstverband (1968-1972) bij PSV.

## Sportieve loopbaan
Voor Radović zich aansloot bij PSV speelde hij eerder ook in Nederlandse dienst voor Xerxes, onder trainer Kurt Linder. Toen deze naar Eindhoven vertrok, nam hij Radović en Ab Fafié mee. Behalve 126 wedstrijden in competitieverband speelde Radović elf wedstrijden voor PSV in de Europacup II en vier in de Europacup III. Hij was aanwezig in beide partijen van de verloren halve finale van de Europa Cup II in 1971, tegen Real Madrid.
Radović debuteerde op 27 oktober 1963 tegen Roemenië voor het Joegoslavisch voetbalelftal, waar hij zeven keer voor uitkwam. Tussen 1960 en 1965 werd hij met Partizan Belgrado in vijf seizoenen vier keer landskampioen.

## Carrièreoverzicht
| Seizoen  | Club                   | Competitie                | Wedstrijden | Doelpunten |
| -------- | ---------------------- | ------------------------- | ----------- | ---------- |
| 1955-'58 | FK Budućnost Podgorica | Meridian Superliga        | 71          | 30         |
| 1958-'65 | Partizan Belgrado      | Prva Liga                 | 210         | 54         |
| 1965     | AO Trikala             | Alpha Ethniki             | 20          | 2          |
| 1966-'68 | Xerxes                 | Eerste divisie/Eredivisie | 62          | 5          |
| 1968-'72 | PSV                    | Eredivisie                | 126         | 1          |